# 家城淳
家城 淳（いえき あつし、1962年4月24日 - ）は、日本の技術者、実業家、工学博士。
オークマ株式会社代表取締役社長。元公益社団法人精密工学会会長。

## 経歴
愛知県出身。
2001年、東北大学大学院工学研究科博士課程修了、博士（工学）。
1985年に大隈鉄工所（現オークマ）に入社後は、技術を担当し、人工知能を利用したファクトリーオートメーション（FA）システムの開発などに成功。
2012年、取締役技術本部副本部長兼可児技術部長に昇格。その後、取締役技術本部長に就任。
2015年、常務取締役技術本部長兼資材部長、日本機械学会生産加工・工作機械部門長。
2016年、常務取締役FAシステム本部長兼資材部長。
2017年、専務取締役FAシステム本部長兼資材部長。
2018年、取締役副社長FAシステム本部長、精密工学会会長。
2019年、13年ぶりの社長交代により、代表取締役社長に昇格。